# Cochleanthes lueddemanniana
Cochleanthes lueddemanniana là một loài thực vật có hoa trong họ Lan. Loài này được (Rchb.f.) R.E.Schult. & Garay mô tả khoa học đầu tiên năm 1959.